# ديفيد أمير كاخيتي
ديفيد (بالجورجية: დავითი)‏ (ق. 1612 - 1648) معروفٌ أيضًا باسم التحبب «داتونا» (بالجورجية: დათუნა)‏ كان أميرًا جورجيًا من البيت الملكي الحاكم في مملكة كاخيتي. والده هو الملك «تيموراز الأوَّل» ملك كاخيتي ووالدته هي «خوراشان» أميرة كارتلي، إذ كان ابنهما الوحيد. وهو والد هِرقْل الأوَّل الملك القادم الذي واصل سُلالة باغراتيوني الملكيَّة في جورجيا. كما كان أميرًا لِـ«مُخراني» في الفترة من سنة 1627 إلى سنة 1648.